# Gmina Otepää
Gmina Otepää (est. Otepää vald) – gmina wiejska w Estonii, w prowincji Valga.
W 2017 roku dawna gmina Otepää, gmina Sangaste i Palupera połączyły się w gminę Otepää.
W skład gminy wchodzą:
- 1 miasto: Otepää,
- 21 wsi: Arula, Ilmjärve, Kassiratta, Kastolatsi, Kaurutootsi, Keeni, Kibena, Koigu, Kolli, Komsi, Kuigatsi, Kurevere, Kääriku, Kähri, Lauküla, Lossiküla, Lutike, Makita, Meegaste, Miti, Mäeküla, Mägestiku, Mägiste, Mäha, Märdi, Neeruti, Nõuni, Nüpli, Otepää, Pedajamäe, Pilkuse, Plika, Prange, Pringi, Põru, Päidla, Pühajärve, Raudsepa, Restu, Risttee, Ruuna, Räbi, Sarapuu, Sihva, Tiidu, Truuta, Tõutsi, Vaalu, Vaardi, Vana-Otepää, Vidrike, Ädu.

Na terenie gminy znajduje się kilkadziesiąt jezior m.in.: Pühajärv, Pilkuse, Kõlli, Tornijärv, Otipeipsi, Kärnjärv, Kääriku, Ruusa, Kaarnajärv, Alevijärv, Väike-Juusa.